# دوج مدوبروک
دوج مدوبروک (Dodge Meadowbrook) خودرویی است که در سال‌های ۱۹۴۹–۱۹۵۴تولید شده‌است. 